# Shanna McCullough
Shanna McCullough (San Francisco, 1º aprile 1960) è un'ex attrice pornografica statunitense.

## Biografia
Shanna McCullough cresce nella San Francisco Bay Area. A scuola partecipa al corso di teatro e recita in drammi e musical. Continua gli studi frequentando il college, dove si laurea in contabilità. Lavora per due anni come elettricista e poi come tecnico veterinario. All'inizio degli anni ottanta Shanna e suo marito diventano scambisti; nello stesso periodo entra in possesso di un Boa constrictor che, qualche tempo dopo, apparirà assieme a lei in Deviations, suo film d'esordio. Entra nell'industria del porno rispondendo a un annuncio su un giornale di San Francisco. Debutta nel 1983 in una scena con l'attore Mike Horner; la sua prima scena lesbo la gira invece con Hyapatia Lee. Dopo aver cominciato a lavorare nel mondo della pornografia si esibisce anche come ballerina nei night club.
Durante una pausa dal suo lavoro di pornoattrice lavora come spogliarellista e riprende gli studi dedicandosi alla zoologia, con lo scopo di occuparsi di assistenza sanitaria per gli animali. Tra la fine degli anni novanta e gli anni duemila Shanna McCullough gestisce un sito web in cui i membri hanno accesso, 24 ore su 24, a diverse webcam posizionate in casa sua. Il 2 marzo 2008 partecipa alla maratona di Los Angeles.

## Riconoscimenti
- AVN Awards
  - 1988 – Best Actress (video) per Hands Off[4]
  - 1997 – Best Supporting Actress (film) per Bobby Sox[5]
  - 1999 – Best Actress (film) per Looker[6]
  - 2000 – Best Supporting Actress (video) per Double Feature[7]
- XRCO Award
  - 1988 – Best Kinky Scene per Let's Get It on with Amber Lynn con Mauvais DeNoire e Jamie Gillis[8]
  - 1995 – XRCO Hall of Fame[9]

## Filmografia
- Body Girls (1983)
- Coffee Tea or Me (1983)
- Deviations (1983)
- Let's Get Physical (1983)
- Night Moves (1983)
- All The Way In (1984)
- Debbie Does Em All 1 (1984)
- Diamond Collection 51 (1984)
- Girls On Fire (1984)
- Insatiable 2 (1984)
- L'amour (1984)
- Nasty Lady (1984)
- Physical Attraction (1984)
- Young Girls Do (1984)
- Blonde On The Run (1985)
- Blue Ice (1985)
- Color Me Amber (1985)
- French Letters (1985)
- Golden Girls 29 (1985)
- Good Time Girls (1985)
- Inspector Cliteau in... the Pink Panties (1985)
- It's Incredible (1985)
- Magic Touch (1985)
- More Ways Than One (1985)
- Physical 2 (1985)
- Reincarnation of Don Juan (1985)
- Showdown (1985)
- Untamed Passions (1985)
- White Bunbusters (1985)
- Yank My Doodle (1985)
- Blacks And Blondes 41 (1986)
- Breaking In (1986)
- Club Exotica 1 (1986)
- Club Exotica 2 (1986)
- Corporate Affairs (1986)
- Crazy with the Heat 1 (1986)
- Dangerous Desires (1986)
- Ecstasy (1986)
- Good to the Last Drop (1986)
- Hot Nights Hard Bodies (1986)
- Lost Innocence (1986)
- Material Girl (1986)
- Mouth Watering (1986)
- Passion Within (1986)
- Peeping Tom (1986)
- Rated Sex (1986)
- Sex Dancer (1986)
- Sex Game (1986)
- Sex Life of a Porn Star (1986)
- Sex Line (1986)
- Talk Dirty to Me 4 (1986)
- Taxi Girls 2 (1986)
- Triple Header (1986)
- Typecast (1986)
- Unnatural Phenomenon 2 (1986)
- Wild Things 2 (1986)
- Women in Uniform (1986)
- Xstasy (1986)
- Xterminator (1986)
- Adultery (1987)
- All For His Ladies (1987)
- Babylon Pink 2 (1987)
- Babylon Pink 3 (1987)
- Beat Goes On (1987)
- Best of Erica Boyer (1987)
- Big Bang (1987)
- Bitch (1987)
- Body Games (1987)
- Boss (1987)
- Brat on the Run (1987)
- Captain Hooker and Peter Porn (1987)
- Careful He May Be Watching (1987)
- Cheri's on Fire (1987)
- Double Penetrations 2 (1987)
- Dr. Juice's Lust Potion (1987)
- Falcon Breast (1987)
- Girl World 2 (1987)
- Girls Who Dig Girls 4 (1987)
- Glamour Girls (1987)
- Hands Off (1987)
- Hard Choices (1987)
- Harlem Candy (1987)
- Hot Box Invasion (1987)
- House of Sexual Fantasies (1987)
- Huntress (1987)
- L.A. Raw (1987)
- Let's Get It On (1987)
- Living Doll (1987)
- Love at First Sight (1987)
- Lover for Susan (1987)
- Lust Connection (1987)
- Mardi Gras Passions (1987)
- Memoirs of a Chamber Maid (1987)
- Moonlusting (1987)
- Moonlusting 2 (1987)
- Motel Sweets (1987)
- Naked Stranger (1987)
- No One To Love (1987)
- Nymphette Does Hollywood (1987)
- On The Loose (1987)
- Oral Majority 4 (1987)
- Orgies (1987)
- Passionate Heiress (1987)
- Pleasure Game (1987)
- Raising Hell (1987)
- Sexy Delights 2 (1987)
- Sinset Boulevard (1987)
- Smooth Operator (1987)
- Spoiled (1987)
- St X-where 2 (1987)
- Strictly Business (1987)
- Sweet Cream (1987)
- Talk Dirty to Me 5 (1987)
- Talk Dirty to Me One More Time 2 (1987)
- Tight Fit (1987)
- What's Up Doc (1987)
- Where There's Smoke There's Fire (1987)
- Who Came in the Back Door (1987)
- WPINK TV 3 (1987)
- Angel Kelly Raw (1988)
- Angel Puss (1988)
- Angel Rising (1988)
- Babysitter Blues (1988)
- Back To Class 2 (1988)
- Backdoor Bonanza 7 (1988)
- Ball in the Family (1988)
- Ball Street (1988)
- Bedside Brat (1988)
- Behind Blue Eyes 2 (1988)
- Bound To Tease 3 (1988)
- Broadway Brat (1988)
- Classic Pics (1988)
- Club Sex (1988)
- Command Performance (1988)
- Conflict (1988)
- Couples Club 1 (1988)
- Couples Club 2 (1988)
- Day Of Judgement (1988)
- Debbie Class of 88 (1988)
- Diamond Collection Double X 22 (1988)
- Dy*nasty (1988)
- Erotic Adventures of Bonnie and Clyde (1988)
- Expert Tease (1988)
- Exposure (1988)
- Facial Attraction (1988)
- Fatal Passion (1988)
- Final Taboo (1988)
- Fire Inside (1988)
- Flaming Tongues 2 (1988)
- For His Eyes Only (1988)
- For Your Love (1988)
- Girls Who Dig Girls 5 (1988)
- Going Down Slow (1988)
- Grind (1988)
- Hard Act To Swallow (1988)
- Haulin' 'n Baulin' (1988)
- HHHHot TV 1 (1988)
- Horneymooners 1 (1988)
- Horneymooners 2 (1988)
- Hottest Ticket (1988)
- KTSX 69 (1988)
- Lady in Black (1988)
- Last Condom (1988)
- Lesbian Lovers (1988)
- Liquid Love (1988)
- Love Lies (1988)
- Make Out (1988)
- Making Ends Meet (1988)
- Nightmare on Porn Street (1988)
- Nina Hartley Non-stop (1988)
- Once Upon a Temptress (1988)
- Only the Best of Women with Women (1988)
- Oral Majority 5 (1988)
- Oral Majority 6 (1988)
- Our Dinner With Andrea (1988)
- Outlaw Ladies 2 (1988)
- Pearl Divers (1988)
- Phone-Mates (1988)
- Prom Girls (1988)
- Provocative Pleasures (1988)
- PTX Club (1988)
- Rachel Ryan Exposed (1988)
- Raging Hormones (1988)
- Saddletramp (1988)
- Satisfaction Jackson (1988)
- Screwdriver Saloon (1988)
- Sex Asylum 3 (1988)
- Sex Life of Mata Hari (1988)
- Sex Lives of the Rich And Famous 1 (1988)
- Sex Lives of the Rich And Famous 2 (1988)
- She's So Fine 2 (1988)
- Sins of Angel Kelly (1988)
- Slut (1988)
- Some Like It Hotter (1988)
- Star Cuts 106: Shanna McCullough (1988)
- Sweat 2 (1988)
- Talk Dirty to Me 6 (1988)
- Taste of Alicia Monet (1988)
- Taste of Nikki Knights (1988)
- This Is Your Sex Life (1988)
- Trashy Ladies (1988)
- Video Voyeur 1 (1988)
- Washington Affairs (1988)
- Young and Wrestling 1 (1988)
- Acts Of Love (1989)
- Afro Erotica 33 (1989)
- At The Pornies (1989)
- Blue Movie (1989)
- Competition (1989)
- First Taboo (1989)
- Gigolo Juice (1989)
- Girl World Collectors Edition (1989)
- Girls Who Dig Girls 10 (1989)
- Girls Who Dig Girls 11 (1989)
- Girls Who Dig Girls 18 (1989)
- Girls Who Dig Girls 19 (1989)
- Girls Who Dig Girls 20 (1989)
- Girls Who Love Girls 3 (1989)
- Girls Who Love Girls 5 (1989)
- Hawaii Vice 7 (1989)
- More Women Without Men (1989)
- My Bare Lady (1989)
- Nympho Lesbians (1989)
- Oral Ecstasy 5 (1989)
- Phantom X (1989)
- Sexaholic (1989)
- Sexy Billy Blue (1989)
- Shame on Shanna (1989)
- She Wolves of the S.S. (1989)
- Temptations Of An Angel (1989)
- Video Voyeur 2 (1989)
- Wise Girls (1989)
- Backdoor Desires (1990)
- Best of the Brat 1 (1990)
- California Taboo (1990)
- Cheri's On Fire (new) (1990)
- DeRenzy Tapes (1990)
- Erotic Explosions 10 (1990)
- Licensed To Thrill (1990)
- Monaco Falcon (1990)
- Nasty Girls 3 (1990)
- Sextacy 19: Pussy Whipped Pussies (1990)
- St. Tropez Lust (1990)
- Tender And Wild (1990)
- Too Hot to Handle (1990)
- Wild Fire (1990)
- French ConneXXXion (1991)
- Girls Like Us (1991)
- Punished Princess (1991)
- Shanna's Final Fling (1991)
- Slave Farm (1991)
- Tango 'n Gash (1991)
- Tell Me Something Dirty (1991)
- Two Girls for Every Guy 1 (1991)
- Adult Video News Awards 1992 (1992)
- Amorous Amateurs 5 (1992)
- Bad Girls 2 (1992)
- Best of Talk Dirty 1 (1992)
- Deep Inside Ona Zee (1992)
- Deep Inside Shanna McCullough (1992)
- Only the Best of the 80's (1992)
- Only the Very Best on Video (1992)
- Pearl Necklace Video 5 (1992)
- Shanna McCullough's College Bound (1992)
- Shaved 4 (1992)
- Slave's Revenge (1992)
- Tight Fit (new) (1992)
- True Legends of Adult Cinema: The Erotic 80's (1992)
- Typecast (new) (1992)
- Valentine's Wonderland (1992)
- Best of Talk Dirty 2 (1993)
- Bound and Gagged 4 (1993)
- Leather For Lovers (1993)
- Pajama Party Bondage (1993)
- Shanna's Bondage Fantasy 1 (1993)
- Shanna's Bondage Fantasy 2 (1993)
- Bi n Large (1994)
- Kym Wilde's On The Edge 13 (1994)
- Dare Me (1995)
- Shanna Mccullough (1995)
- Submission Of Ashley Renee (1995)
- Adult Video News Awards 1996 (1996)
- Babes Illustrated 5 (1996)
- Bobby Sox (1996)
- Expose Me Again (1996)
- Girls Of Dyke Manor (1996)
- Hornet's Nest (1996)
- Hungry Heart (1996)
- Let's Talk Anal (1996)
- N.Y. Video Magazine 9 (1996)
- No Man's Land 14 (1996)
- Ona's Doll House 3 (1996)
- Passions Of Sin (1996)
- Porn Star Confidential (1996)
- Sin Tax (1996)
- Tight Spot (1996)
- Toy Box (1996)
- Up Your Ass 2 (1996)
- Adult Video News Awards 1997 (1997)
- All About Eva (1997)
- Contract (1997)
- Convention Cuties (1997)
- Dirty Bob's Xcellent Adventures 30 (1997)
- Dirty Dave's Sugar Daddy 10 (1997)
- Dirty Dave's Sugar Daddy 7 (1997)
- Doin the Ritz (1997)
- Dreamotica (1997)
- Erotic Pool Party 1 (1997)
- Every Porn Fan's Ultimate Fantasy 1 (1997)
- Fresh Meat 4 (1997)
- Gift (1997)
- Gigolo (1997)
- Gluteus To The Maximus (1997)
- Goodaughters (1997)
- KSEX 106.9 2 (1997)
- Last Temptation Of Eve (1997)
- Maxed Out 3 (1997)
- Nasty Nymphos 16 (1997)
- Nurse (1997)
- Perverted Adventures of Super Dave (1997)
- Rodney Blasts The Stars (1997)
- Second Wife's Club (1997)
- Seduce And Destroy (1997)
- Seymore Butts Meets the Tushy Girls (1997)
- Shane's World 10: Rump Ranch (1997)
- Sizzle (1997)
- Starbangers 10 (1997)
- Teach Me Please (1997)
- Temporary Positions (1997)
- Back on the Prowl 4 (1998)
- Behind the Anal Door (1998)
- Blown Away 1 (1998)
- Buttholes Are Forever (1998)
- Coed Cocksuckers 4 (1998)
- Double Feature (1998)
- Eros Instinct (1998)
- Every Porn Fan's Ultimate Fantasy 2 (1998)
- Every Porn Fan's Ultimate Fantasy 3 (1998)
- Every Porn Fan's Ultimate Fantasy 4 (1998)
- I Swallow 1 (1998)
- Incognito (1998)
- Jon Raven's Talkshow (1998)
- Looker 1 (1998)
- Love's Passion (1998)
- Lust And Lies (1998)
- Nude Bondage Rehab (1998)
- Nurse Sadie (1998)
- Nurse Shanna (1998)
- One Size Fits All (1998)
- Other Woman (1998)
- Pornogothic (1998)
- Pure Sadie (1998)
- Rob And Dick's Home Movies 2 (1998)
- Sodomized Delinquents 3 (1998)
- Stacked 2: Nightmare In Titsville (1998)
- Sudden Passions (1998)
- Suite Seduction (1998)
- Tushy Girls Play Ball (1998)
- Virgin Stories 2 (1998)
- XRCO Awards 1998 (1998)
- Adult Video News Awards 1999 (1999)
- Boss Bitches 3 (1999)
- Candy Stripers 5: The New Generation (1999)
- Carnivorous (1999)
- Cheeks 10: Butt Babes (1999)
- Coed Cocksuckers 15 (1999)
- Cream Dreams (1999)
- Deep Inside Farrah 1 (1999)
- Depraved Fantasies 7 (1999)
- Dirty Dave's Sugar Daddy 20 (1999)
- Doc's Best Pops 1 (1999)
- Ecstatic Moments (1999)
- Enemagic 1 (1999)
- Exotic And Erotic (1999)
- Finely Fucked Fannies (1999)
- Girls Who Were Porn's First Superstars (1999)
- I Swallow 2 (1999)
- Johnny Swinger Show (1999)
- Lipstick Lesbians 6: Twat Twisters (1999)
- My Girlfriend Silvia Saint (1999)
- Palace Of Sin (1999)
- Pussy Poppers 10 (1999)
- Pussyman's American Cocksucking Championship 1 (1999)
- Quick And The Hard (1999)
- Sex Fun 1 (1999)
- Speedway (1999)
- Sweet Surrender (1999)
- Taste of Mocha (1999)
- Tina Tyler's Favorites 3: Blowjobs 2 (1999)
- Voluptuous 1 (1999)
- XRCO Awards 1999 (1999)
- Art Of Seduction (2000)
- Backdoor to Buttsville 2 (2000)
- Black Heart (2000)
- Blow Bang 2 (2000)
- Buttman's Big Butt Backdoor Babes 2 (2000)
- Cock Smokers 22 (2000)
- Cold Feet (2000)
- Cuntz (2000)
- Fetish Island (2000)
- Grandpa Dave's Bedtime Tales 2 (2000)
- Her Secret Life (2000)
- Looker 2: Femme Fatale (2000)
- M: Caught in the Act (2000)
- Passion Tales 2 (2000)
- POV 1 (2000)
- Private Openings (2000)
- Pussyman's Spectacular Butt Babes 2 (2000)
- Rocks That Ass 16: License to Drill (2000)
- Sex Deluxe (2000)
- Sexy Sorority Initiations 1 (2000)
- Seymore's Squirters 2 (2000)
- Shanna McCullough's Foot Tease (2000)
- Signature Series 2: Johnni Black (2000)
- Signature Series 4: Cheyenne Silver (2000)
- Silent Echoes (2000)
- Sluts of the Nyle 2: Celebrity Sluts (2000)
- Spanking Hotline 2 (2000)
- Spanking Society (2000)
- Story Of E (2000)
- Sweet Encounters (2000)
- Taste of Shanna... She Squirts (2000)
- Tunnelvision (2000)
- Virtuoso (2000)
- Workin' Overtime (2000)
- Buttslammers 20 (2001)
- Chasing The Big Ones 8 (2001)
- Confessions (2001)
- Enema Affairs (2001)
- Erotic Rituals of the Latex Nun Society (2001)
- Goosed For 3: Bisexual Love Affair (2001)
- Hung Wankenstein (2001)
- I Swallow 15 (2001)
- Jail Babes 18 (2001)
- Knee Pad Nymphos 1 (2001)
- Lady Be Good (2001)
- Leatherbound Dykes From Hell 17 (2001)
- Leatherbound Dykes From Hell 18 (2001)
- Mafioso (2001)
- No Man's Land 34 (2001)
- Only the Best of Seymore Butts 6 (2001)
- Pussyman's Fashion Dolls 1 (2001)
- Re-enter Johnny Wadd (2001)
- Sex Fun 7 (2001)
- Sperm Burpers 5 (2001)
- Wonderland (2001)
- Best Friends (2002)
- Best of Alicia Monet (2002)
- Dominating Chicks (2002)
- Female Masturbation (2002)
- Fetish World 1 (2002)
- Girl Show 1: Art Of Female Masturbation (2002)
- Group Fuck Fest (2002)
- Knee Pad Nymphos 5 (2002)
- More Than A Mouthful 28 (2002)
- Rainwoman 17 (2002)
- Voyeur's Favorite Blowjobs And Anals 6 (2002)
- 100% Blowjobs 12 (2003)
- All Anal 1 (2003)
- Angelique (2003)
- Boss Bitches 10 (2003)
- Boss Bitches 16 (2003)
- Female Ejaculation Review (2003)
- Legends of Sex (2003)
- Monster Facials 2 (2003)
- Naughty Nurses (2003)
- Private Schoolgirl Secrets 2 (2003)
- See Red (2003)
- Space Nuts (2003)
- Swedish Erotica 4Hr 24 (2003)
- Totally Shanna (2003)
- Young Eager Beavers (2003)
- 5 Star Janine (2004)
- Award Winning Sex Scenes (2004)
- Brianna's Dolls (2004)
- Delilah (2004)
- Enema Debutantes 3 (2004)
- Older Women With Younger Girls 6 (2004)
- Real White Trash 2 (2004)
- Barnyard Babes (2005)
- Editor's Choice: Janine (2005)
- Great White North 1 (2005)
- Steal Runway (2005)
- Weird Fuckin' Sex 7: Strapon Fuckers (2005)
- Assians Have More Anal Fun (2006)
- My Secret Life (2006)
- Old Squirters 1 (2006)
- Power Lines (2006)
- Shanna Mccullough (Pantyhose Dancers) (2006)
- Submissive Oral Sluts (2006)
- Girl Gangs (2007)
- My Friend's Mom Is a Hottie 2 (2007)
- Retro Pussy (2007)
- Ron Jeremy Screws the Stars (2007)
- Swedish Erotica 106 (2007)
- Swedish Erotica 113 (2007)
- Swedish Erotica 120 (2007)
- Swedish Erotica 76 (new) (2007)
- Mandingo Madness 2 (2008)
- She's the Boss (2008)
- Wet Pussy (2008)
- Battle of the Superstars: Ron Jeremy vs. Tom Byron (2009)
- MILF It Does A Boner Good (2009)
- Tiger's Got Wood (2010)
- Cinnamon Muff Munch (2011)
- Mommies A Gusher (2011)
- Super Stud Spectacular: Tom Byron (2012)